# Đăk Tơ Ver
Đăk Tơ Ver là một xã thuộc huyện Chư Păh, tỉnh Gia Lai, Việt Nam.
Xã Đăk Tơ Ver có diện tích 37 km², dân số năm 2020 là 2.403 người, mật độ dân số đạt 64 người/km².